# 山崎エリイ
山崎 エリイ（やまざき エリイ、1997年11月20日 - ）は、日本の女性声優、タレント、歌手である。千葉県出身。ホリプロ所属。

## 略歴
2011年
- 幼少期からディズニー作品や『カードキャプターさくら』などのアニメを好んで観ていた。また、3歳から習っていたクラシックバレエで人前に立つ機会も多かったため、漠然と「人前で声を使う仕事ができたら」と考えていた。その後、13歳の時に「第36回 ホリプロタレントスカウトキャラバン 次世代声優アーティストオーディション」に参加し、12,745名の応募者の中からファイナリスト10人に選出され、10月10日に公開オーディションに出場する。グランプリは逃したもののスカウトされ、ホリプロの所属タレントとなる。

2013年
- 声優活動を開始し、『やはり俺の青春ラブコメはまちがっている。』の仁美役で声優デビュー。同年に『サムライフラメンコ』の森田萌役でテレビアニメ初のレギュラー役を演じた。同作では、戸松遥、M・A・Oと3人で劇中のアイドルグループ「ミネラル★ミラクル★ミューズ」としてエンディング曲や挿入歌も担当した。

2014年
- 13年10月から14年7月にかけて事務所の同期にあたる田所あずさ、大橋彩香、木戸衣吹、Machicoらとライブイベント「Anisong Ichiban!! presented by HoriPro」をAKIBAカルチャーズ劇場でほぼ月1回のペースで開催していた。10月からは、大阪、小倉、名古屋、仙台、金沢、松戸、札幌、有明と各地で不定期で公演を行った。
- 6月1日に開催された「Super Anisong Ichiban!!!! presented by HoriPro in赤坂BLITZ」にて木戸衣吹とユニット「every♥ing!」を結成し、キングレコードよりアーティストとしてデビューすることを発表した。10月8日、シングル「ゆめいろ学院校歌」を「お試し版」としてリリースし、通販サイト「キャラアニ」限定販売ながらオリコンデイリーランキング5位にランクインした。

2015年
- 5月13日、シングル「カラフルストーリー」でevery♥ing!としてメジャーデビュー。
- 9月13日、初の個人名義曲となる「Dreamy Princess」をイベント「もし声名作劇場〜坊やイーコエ寝んねしな〜」のライブコーナーで初披露した。ラジオ番組「山崎エリイ 星の宮殿」の主題歌として、翌9月16日よりオンエア。のちに配信限定シングルとしてリリースされた。

2016年
- 3月19日、20日、26日に初のワンマンライブ「every♥ing！ “高校卒業記念” Fantasia-Show 2016〜Lesson1 はじまるストーリー〜」を東京・大阪で開催。
- 8月24日、ラジオ「山崎エリイ 星の宮殿」でソロアーティストとしてZERO-A / 日本コロムビアよりデビューすることを発表した。合わせて、オフィシャルウェブサイトとTwitterアカウントも開設。
- 11月16日、1stアルバム『全部、君のせいだ。』をリリースしソロデビュー。発売日の前日には、池袋サンシャインシティ噴水広場にてフリーライブを開催した。
- 12月23日、声優ユニット「トキメキ感謝祭」へ新メンバーとして加入することが、ニコニコ生放送「「スキイモ」出張版！新ユニット決定！！ライブに向けて作戦会議！！！」で発表された。ライブ活動のほか、テレビアニメ『アクションヒロイン チアフルーツ』にメンバーで出演。

2017年
- 1月18日、every♥ing!の1stアルバム「Colorful Shining Dream First Date♥」、1stフォトブック「衣吹とエリイのおしごと♥調査隊！」が同日発売。
- 2月12日、ライブツアー「every♥ing! Fantasia-Show 2017〜Lesson2 Sweet 19 Dream〜」の最終日で卒業（活動休止）を発表。
- 4月19日、1stシングル「十代交響曲」をリリース。4月30日に初の単独コンサートとなる「山崎エリイ First Live 2017『Teenage Symphony For You』」を恵比寿ザ・ガーデンホールにて開催した。
- 11月26日、卒業公演「every♥ing! Final Fantasia-Show 2017 〜Lesson3輝く未来へ〜」を開催。同日をもってevery♥ing!を卒業（活動休止）。

2018年
- 2月14日、オフィシャルファンクラブ「Cherii♡」を開設。会員限定の写真やムービー、ブログ、ボイス配信などを開始。
- 5月31日、ソロ初となる1st写真集 「ナイショだよ?」発売。

2019年
- 9月11日、Erii名義で活動する新レーベル「Cherii Records」を設立し、第1弾シングル「Cherii♡」をリリース。「山崎エリイ」と並行しつつ、Eriiとして活動する際は楽曲のイメージや作詞などをより一層、「自分が今一番表現したい世界観」をテーマに展開していくことに。

2020年
- 4月25日、オフィシャルファンコミュニティ「メープルーム」を開設。LIVE配信やラジオ、限定動画などの不定期配信を開始。

## 人物
「次世代声優アーティストオーディション」出身者としては唯一、新たに設立された子会社のホリプロインターナショナルへ移籍せずにホリプロ本体に残留している。
趣味はハープ、読書、プラネタリウム鑑賞など。幼少期からクラシックバレエ、ダンスを習っていた。エリイという名前は、ピアノ講師だった母親がベートーヴェンの『エリーゼのために』にちなんでつけた。元々、母親の影響で松田聖子のファンであり、彼女のようなアーティストになりたいという思いをずっと抱いていた。オーギュスト・ルノワールなど印象派の絵画、ロココ調、マリー・アントワネットへの強い憧れも持っている。
好きな食べ物はマグロ、イクラ、カニなどの海鮮類で、特にマグロが大好物である。
また、車や飛行機などの乗り物も好きである。10代の頃はぬいぐるみコレクターでもあったが、今はそうでもないと語っている。自宅ではトイプードルとペルシャ猫を飼っている。
2017年までカップラーメンを作ったことがなく、そのことから自身のラジオ番組『山崎エリイ 星の宮殿』の最終回にて人生で初めてカップラーメンを作ったが、大失敗に終わった。更に2019年まで牛丼を食べたことがなく、ホットペッパーグルメ「メシ通」の企画で初めて𠮷野家を体験した。

### ソロ歌手として
1枚目のアルバム『全部、君のせいだ。』は「様々な年代の人間が楽しめるアルバム」という雑誌の記者の評価があり、このアルバムには昭和のアイドルのような曲からEDMまで様々なタイプの曲がある。表題曲「全部キミのせいだ」は本人いわく「聴いてみたら不思議な世界観と優しいサウンドで。タイトルに騙されちゃいけない!と思いました」とのこと。
「cakes in the box」は本人が歌いたいとリクエストして制作された曲であり、山崎は後に「将来歌えたらいいなっていう感じで言ったので、さっそく作っていただいてびっくりしました」とインタビューで謝意を述べている。「Lunatic Romance」のようなクールな曲や、「ドーナツガール」のようなガーリーな曲も収録されている。「アリス＊コンタクト」は山崎にとって最後のセリフが恥ずかしかったようであり「初めて聴く方は、びっくりするかも」と感想を漏らしている。

## 出演
太字はメインキャラクター。

### テレビアニメ
2013年
- サムライフラメンコ（2013年 - 2014年、森田萌）
- やはり俺の青春ラブコメはまちがっている。（仁美）

2014年
- 犬神さんと猫山さん（鳥飼ひばり、女生徒A、店員A）
- グラスリップ（水泳部員B）
- 月刊少女野崎くん（女子生徒）
- 世界征服〜謀略のズヴィズダー〜（ロボ子）
- pupa（ぬいぐるみ）
- マルタの冒険（2014年 - 2017年、ムー） - 3シリーズ
- 召しませロードス島戦記 〜それっておいしいの?〜（エト）

2015年
- 俺物語!!（女子生徒1、女子クラスメイト2）
- Dance with Devils（女子生徒）
- デュラララ!!×2（カナ）
- レーカン!（小川真琴）

2016年
- 大家さんは思春期!（宮村雪）
- とんかつDJアゲ太郎（天野さとみ）
- ナースウィッチ小麦ちゃんR（西園寺ここな）
- パンでPeace!（逢沢ゆう）

2017年
- にゃんこデイズ（しー）
- フレームアームズ・ガール（マテリア姉妹 シロ/クロ）
- アクションヒロイン チアフルーツ（黄瀬美甘）

### 劇場アニメ
- PERSONA3 THE MOVIE #3 Faling Dawn（2015年、生徒C）
- ポッピンQ（2016年、レミィ[73]）
- フレームアームズ・ガール〜きゃっきゃうふふなワンダーランド〜（2019年、マテリア姉妹[74]）

### OVA
- 世界征服〜謀略のズヴィズダー〜 新・ズヴィズダー大作戦（2014年、ロボ子[75]）

### ゲーム
2013年
- 機巧少女は傷つかない Facing "Burnt Red"（C-27型N式）

2014年
- ウチの姫様がいちばんカワイイ（気弱姫 ティービー・テイル）
- オメガクインテット（アリア）
- Tokyo 7th シスターズ（玉坂マコト）
- 巫女の社（橋本姫子）

2015年
- 英雄伝説 空の軌跡 FC Evolution（リラ）
- 英雄伝説 空の軌跡 SC Evolution（リラ）
- 家電少女（ましろ、ローラ、こまめ）
- 超銀河船団（イルマ・ミオ）
- 嫁コレ（小川真琴）

2016年
- AKIBA'S BEAT（百瀬リユ）
- 英雄伝説 空の軌跡 the 3rd Evolution（リラ）
- クイズRPG 魔法使いと黒猫のウィズ（ウリシラ・ファーレ、マパパ）
- 真空管ドールズ（ローズ）
- 魔法陣少女 ノブナガサーガ（ヒデヨシ）
- 妖怪百姫たん!（応龍、海女房）
- ワールドクロスサーガ -時と少女と鏡の扉-（ザッハーク）

2017年
- オルタンシア・サーガ -蒼の騎士団-（スイ）

2021年
- パチスロ フレームアームズ・ガール（マテリア姉妹）
- ワールドフリッパー（テルナ）
- ドールズフロントライン（RT-20、MP-448）

2022年
- ブレイブソード×ブレイズソウル（カモミール）

### ドラマCD
- アニメ 「世界征服〜謀略のズヴィズダー〜」 BD&DVD 第3巻・第6巻 完全生産限定版 特典CD（2014年、ロボ子[98][99]）
- オメガクインテット 限定版特典ドラマCD（2014年、アリア[100]）
- エビアンワンダーREACT（2014年、子供・村人）※コミックス「エビアンワンダーコンプリート」特別付録ドラマCD[101]
- アニメ「アクションヒロイン チアフルーツ」Blu-ray Vol.4 特典ドラマCD（2018年、黄瀬美甘[102]）
- Tokyo 7th シスターズ 777☆SISTERS「MELODY IN THE POCKET」（2018年、玉坂マコト[103]）
- アニメ「フレームアームズ・ガール」 ドラマCD（2018年 - 2020年、マテリア姉妹）
  - mk-IV&V[104][105]
  - ドラマCD-BOX[106]
  - R-1&2[107][108]

### テレビ
- GINZA CASSETTE SONG（2023年10月19日 - 2024年3月30日、BS-TBS）[109][110]

### ラジオ
※はインターネット配信。
- 木戸衣吹・エリイちゃんのゆめいろ学院 Doki☆Doki参観日（2014年 - 2016年、超!A&G+※）
- 山崎エリイ 星の宮殿（2015年 - 2017年、超!A&G+※・ListenRadio※）
- ナースウィッチ小麦ちゃんR WEBラジオ「レッツ!コムギケーション!」（2015年 - 2016年、日テレオンデマンド※・アニメイトタイムズ※・ニコニコ生放送※）
- every♥ing!のゆめいろラジオ（2016年 - 2017年、超!A&G+※）
- 阿部里果・山崎エリイのMIXボイスガレッジ（2018年 - 2019年、ニコニコ生放送※）
- A&G ARTIST ZONE 山崎エリイのTHE CATCH（2018年、超!A&G+※）
- 山崎エリイのエリイタイム（2018年、AuDee※）[111]
- エリイと約束（2019年、超!A&G+※）[112]
- 阿部里果と山崎エリイのこれって推し事なんです（2019年 - 、ニコニコ生放送※）[113]

### ラジオCD
- ザ☆ズヴィズダーアワー DJCD 悪の秘密結社ズヴィズダー 社員旅行編（2014年）[114][115]
- 「今夜もざわざわ♪ レーカン！ラジオCD…なんです。」 第0巻&第1巻（2015年）[116][117]
- アニメ 「ナースウィッチ小麦ちゃんR」 BD&DVD 各巻特典CD 「WEBラジオ レッツ!コムギケーション!」（2016年）[118]
- ラジオ フレームアームズ・ガール 興奮のTVスタート篇（2017年）[119]
- ラジオ フレームアームズ・ガール 怒涛の総力戦篇（2018年）[120]

### インターネット番組
- のんびりエリイちゃんねる（2014年 - 2015年、SHOWROOM）
- 犬神さんと猫山さん ワンだふる放送局ふたりでゴロニャン♪（2014年、ニコニコ生放送）
- ナースウィッチ小麦ちゃんR まじかる☆あ〜るのガチでGO!!（2016年、ニコニコ生放送）
- 山崎エリイ 21時でも起きてます◇（2017年 - 2019年、FRESH!・YouTube Live・ニコニコ生放送[121][122]）
- 山崎エリイの「アレがこうなって、コレがああなって」（2019年 - 2020年、ニコニコ生放送・YouTube Live）[123][124]
- 山崎エリイ Erii Cafe（2019年 - 、ニコニコ生放送・YouTube Live）[125][126]
- 山崎エリイの、実は私……（2020年、ニコニコ生放送・YouTube Live）[127][128]
- 山崎エリイの「ゲスト山崎エリイ」（2020年 - 2021年、ニコニコ生放送・YouTube Live）[124][129]
- 山崎エリイの「まだまだゲスト山崎エリイ」（2021年 -、ニコニコ生放送、YouTube Live）[130]
- 田中美海の高知ロケに山崎エリイがついてきちゃいました（2023年、ニコニコチャンネル・YouTube）[131]

### 映像商品
- KING SUPER LIVE 2015（2015年12月）[132]
- Animelo Summer LIVE 2016 刻-TOKI- 8.26（2017年3月）[133]
- every♥ing! Final Fantasia-Show 〜Lesson3 輝く未来へ〜 LIVE Blu-ray（2018年3月）[134]
- Tokyo 7th Sisters Memorial Live in NIPPON BUDOKAN “Melody in the Pocket”（2019年2月）[135]
- Animelo Summer Live 2018 “OK!” 08.24（2019年3月）[136]
- t7s 4th Anniversary Live -FES!! AND YOUR LIGHT- in Makuhari Messe（2019年7月）[137]
- t7s 5th Anniversary Live -SEASON OF LOVE- in Makuhari Messe（2020年3月）[138]

### ナレーション
- 小説 「傭兵団の料理番」 第12巻PV（2021年）[139]
- 小説 「最強騎士団長の世直し旅」 第5巻PV（2021年）[140]

### その他コンテンツ
- でーれーガールズ（2015年、実写映画の劇中ラジオの音声を担当。サウンドトラックCDには「TGSラジオのステーション・ジングル」のタイトルで収録）
- 朗読劇 『りーでぃんぐ☆ぱーてぃーvol.2』（2018年、豊田、美智留[141]）
- アニ☆ステ（2018年11月、日本テレビ）
- Pyxis Live 2019 "Pyxis Party〜神田明神の変 色々成就させちゃえ大作戦！〜"（2019年、神様、ナレーション[142]）
- edda ワンマンライブ 「からくり時計とタングの街の音楽会」（2019年、タング[143]）
- 「鷲崎健・藤田茜のグレパラジオ」 テーマソングCD『気まぐれパーティ』 アフタートーク（2019年）[144]
- パチスロ フレームアームズ・ガール（2021年、マテリア姉妹[145]）

## ディスコグラフィ

### シングル
|            | 発売日            | タイトル     | 規格品番    | 規格品番     | オリコン 最高位 |
| 初回限定盤 | 発売日            | タイトル     | 通常盤      |              | オリコン 最高位 |
| ---------- | ----------------- | ------------ | ----------- | ------------ | --------------- |
| 1st        | 2017年4月19日     | 十代交響曲   | COZC-1310/1 | COCC-17258   | 29位            |
| 2nd        | 2018年8月22日     | Starlight    | COZC-1468/9 | COCC-17487   | 31位            |
| 3rd        | 2019年2月27日     | Last Promise | COZC-1512/3 | COCC-17565   | 24位            |
| 4th        | 2023年1月25日予定 | Adore me     |             | CERI-6001A/B |                 |

### アルバム
|            | 発売日         | タイトル           | 規格品番    | 規格品番   | オリコン 最高位 |
| 初回限定盤 | 発売日         | タイトル           | 通常盤      |            | オリコン 最高位 |
| ---------- | -------------- | ------------------ | ----------- | ---------- | --------------- |
| 1st        | 2016年11月16日 | 全部、君のせいだ。 | COZX-1254/5 | COCX-39738 | 33位            |
| 2nd        | 2018年11月21日 | 夜明けのシンデレラ | COZX-1491/2 | COCX-40578 | 35位            |

### 映像作品
|        | 発売日        | タイトル                                    | 規格品番                      | 規格品番  |
| 限定盤 | 発売日        | タイトル                                    | 通常盤                        |           |
| ------ | ------------- | ------------------------------------------- | ----------------------------- | --------- |
| 1st    | 2022年7月13日 | 山崎エリイ 5th LIVE 2021 〜Field of Magic〜 | CERI-9002 CERI-9003 CERI-9004 | CERI-9001 |

### タイアップ曲
| 楽曲         | タイアップ                                                                 | 時期   |
| ------------ | -------------------------------------------------------------------------- | ------ |
| Starlight    | テレビアニメ『七星のスバル』エンディングテーマ                             | 2018年 |
| Last Promise | テレビアニメ『デート・ア・ライブIII』エンディングテーマ                    | 2019年 |
| Adore me     | テレビアニメ『真・進化の実〜知らないうちに勝ち組人生〜』エンディングテーマ | 2023年 |

### Erii
|             | 発売日         | タイトル                 | 規格品番   | 規格品番   | オリコン 最高位 |
| 通常盤      | 発売日         | タイトル                 | 限定盤     |            | オリコン 最高位 |
| ----------- | -------------- | ------------------------ | ---------- | ---------- | --------------- |
| 1stシングル | 2019年9月11日  | Cherii♡                  | CERI-0001  |            |                 |
| 2ndシングル | 2019年11月20日 | Remember me?             | CERI-0002  |            |                 |
| 3rdシングル | 2020年9月30日  | 恋ゴコロ                 | CERI-0003A | CERI-0003B |                 |
| 4thシングル | 2021年5月26日  | レースと日向とマキアート | CERI-0004  | CERI-1004  | 72位            |
| 5thシングル | 2021年12月8日  | 月の秒針                 | CERI-0005  |            | 36位            |

### タイアップ曲（Erii）
| 楽曲     | タイアップ                                                                             | 時期   |
| -------- | -------------------------------------------------------------------------------------- | ------ |
| 恋ゴコロ | 漫画『異世界婚活〜魔王を倒したアラサー女戦士が婚活をはじめました〜』コラボレーション曲 | 2020年 |

### その他参加楽曲
| 発売日         | 商品名                                                                                          | 歌                                                          | 楽曲                                                                                            | 備考                                                                           |
| -------------- | ----------------------------------------------------------------------------------------------- | ----------------------------------------------------------- | ----------------------------------------------------------------------------------------------- | ------------------------------------------------------------------------------ |
| 2016年11月20日 | Dreamy Princess                                                                                 | 山崎エリイ                                                  | 「Dreamy Princess」                                                                             | ラジオ『山崎エリイ 星の宮殿』テーマソング                                      |
| 2019年2月20日  | Live CD『Tokyo 7th Sisters Memorial Live in NIPPON BUDOKAN “Melody in the Pocket”』             | Ci+LUS                                                      | 「シトラスは片想い」 「アイコトバ」                                                             | ゲーム『Tokyo 7th シスターズ』 ライブ歌唱曲                                    |
| 2019年5月22日  | TVアニメ「デート・ア・ライブⅢ」ミュージック・セレクション DATE A “World” MUSIC                  | 山崎エリイ                                                  | 「Last Promise（TV Size Version）」                                                             | テレビアニメ『デート・ア・ライブIII』エンディングテーマ                        |
| 2019年7月3日   | Live CD『t7s 4th Anniversary Live -FES!! AND YOUR LIGHT- in Makuhari Messe』                    | Ci+LUS                                                      | 「アイコトバ[Day1]」 「シトラスは片想い[Day1]」 「アイコトバ[Day2]」 「シトラスは片想い[Day2]」 | ゲーム『Tokyo 7th シスターズ』 ライブ歌唱曲                                    |
| 2019年7月3日   | Live CD『t7s 4th Anniversary Live -FES!! AND YOUR LIGHT- in Makuhari Messe』                    | ALL CAST                                                    | 「スタートライン[Day1]」                                                                        | ゲーム『Tokyo 7th シスターズ』 ライブ歌唱曲                                    |
| 2019年7月3日   | Live CD『t7s 4th Anniversary Live -FES!! AND YOUR LIGHT- in Makuhari Messe』                    | ALL CAST                                                    | 「スタートライン[Day2]」                                                                        | ゲーム『Tokyo 7th シスターズ』 ライブ歌唱曲                                    |
| 2019年9月4日   | ZERO-A伝説 〜キュートでポップなTwinkleレーベル☆〜                                               | 山崎エリイ                                                  | 「星の数じゃたりない」 「十代交響曲」 「シンデレラの朝」                                        | 「ZERO-A」レーベル ベストアルバム                                              |
| 2020年3月18日  | Live CD『t7s 5th Anniversary Live -SEASON OF LOVE- in Makuhari Messe』                          | Ci+LUS                                                      | 「TRICK」 「空色スキップ」 「シトラスは片想い」                                                 | ゲーム『Tokyo 7th シスターズ』 ライブ歌唱曲                                    |
| 2020年3月18日  | Live CD『t7s 5th Anniversary Live -SEASON OF LOVE- in Makuhari Messe』                          | NI+CORA [天堂寺ムスビ（高田憂希）&玉坂マコト（山崎エリイ）] | 「CHECK'MATE」 「You Can't Win」 「Girls Talk!!」                                               | ゲーム『Tokyo 7th シスターズ』 ライブ歌唱曲                                    |
| 2020年3月18日  | Live CD『t7s 5th Anniversary Live -SEASON OF LOVE- in Makuhari Messe』                          | ALL CAST                                                    | 「STAY☆GOLD」                                                                                   | ゲーム『Tokyo 7th シスターズ』 ライブ歌唱曲                                    |
| 2021年3月17日  | IT'S A PERFECT BLUE プレミアムボックス                                                          | NI+CORA [天堂寺ムスビ（高田憂希）&玉坂マコト（山崎エリイ）] | 「CHECK'MATE」                                                                                  | ゲーム『Tokyo 7th シスターズ』 ライブ歌唱曲                                    |
| 2021年8月25日  | Summer of t7s 完全生産初回限定盤                                                                | Ci+LUS                                                      | 「TRICK」                                                                                       | ゲーム『Tokyo 7th シスターズ』 ライブ歌唱曲                                    |
| 2021年8月25日  | Summer of t7s 完全生産初回限定盤                                                                | ALL CAST                                                    | 「STAY☆GOLD」                                                                                   | ゲーム『Tokyo 7th シスターズ』 ライブ歌唱曲                                    |
| 2022年3月6日   | 「阿部里果と山崎エリイのこれって推し事なんです」テーマソング 推しも推されぬべすとぱぁとなぁ！？ | 阿部里果、山崎エリイ                                        | 「推しも推されぬべすとぱぁとなぁ！？」                                                          | インターネット番組『阿部里果と山崎エリイのこれって推し事なんです』テーマソング |

### キャラクターソング
| 発売日   | 商品名                                                                               | 歌 | 楽曲                                                                                  | 備考                                                                             |
| 2013年   | 2013年                                                                               | 2013年 | 2013年                                                                                | 2013年                                                                           |
| -------- | ------------------------------------------------------------------------------------ | --- | ------------------------------------------------------------------------------------- | -------------------------------------------------------------------------------- |
| 12月4日  | デートTIME                                                                           | ミネラル★ミラクル★ミューズ | 「デートTIME」 「イヌのポリスメン」                                                   | テレビアニメ『サムライフラメンコ』エンディングテーマ                             |
| 2014年   |                                                                                      | |                                                                                       |                                                                                  |
| 2月26日  | サムライフラメンコ BD・DVD第3巻特典CD                                                | フラメンコガールズ | 「フラメンコガールズ☆トゥナイト 〜フラメンコガールズのテーマ〜」                      | テレビアニメ『サムライフラメンコ』劇中歌                                         |
| 3月5日   | 恋玉コレステロール                                                                   | ミネラル★ミラクル★ミューズ | 「フライト23時」                                                                      | テレビアニメ『サムライフラメンコ』エンディングテーマ                             |
| 3月5日   | 恋玉コレステロール                                                                   | ミネラル★ミラクル★ミューズ | 「ラヴ・リザベイション 〜あなたを先行予約〜」 「マカロンDAYS」 「涙星」               | テレビアニメ『サムライフラメンコ』関連曲                                         |
| 4月23日  | 世界征服〜謀略のズヴィズダー〜 BD・DVD第2巻特典CD                                    | ロボ子（山崎エリイ） | 「恋はミサイルランチャー」                                                            | テレビアニメ『世界征服〜謀略のズヴィズダー〜』関連曲                             |
| 5月28日  | いぬねこジュークBOX                                                                  | 鳥飼ひばり（山崎エリイ）、猿飛空（長弘翔子）                                                                                              | 「キミ イロ ガミ」                                                                    | テレビアニメ『犬神さんと猫山さん』関連曲                                         |
| 10月22日 | PROMiSED ViSION/Good bye & Good luck                                                 | *ω*Quintet | 「PROMiSED ViSION」 「Good bye & Good luck」                                          | ゲーム『オメガクインテット』主題歌                                               |
| 12月10日 | *ω*Quintet PV SONGS                                                                  | *ω*Quintet | 「Inchoate voice」 「Eureka」 「MOVE*MENTER」 「まんまるまるい」 「Complex:CRESCENT」 | ゲーム『オメガクインテット』関連曲                                               |
| 12月10日 | *ω*Quintet PV SONGS                                                                  | アリア（山崎エリイ） | 「Complex:CRESCENT」                                                                  | ゲーム『オメガクインテット』関連曲                                               |
| 2015年   |                                                                                      | |                                                                                       |                                                                                  |
| 5月20日  | ナカヨシ！なんです。…よね？                                                          | 天海響（木戸衣吹）、井上成美（伊藤美来）、上原佳奈（飯田里穂）、江角京子（M・A・O）、小川真琴（山崎エリイ）                               | 「ナカヨシ！なんです。…よね？」                                                       | テレビアニメ『レーカン！』関連曲                                                 |
| 5月20日  | ナカヨシ！なんです。…よね？ [天海 盤]                                                | 天海響となかまたち | 「それがレーカンだ！」                                                                | テレビアニメ『レーカン！』関連曲                                                 |
| 5月20日  | ナカヨシ！なんです。…よね？ [井上・小川 盤]                                          | 小川真琴（山崎エリイ） | 「麗しのキミ 〜腐った男に騙されるな〜」                                               | テレビアニメ『レーカン！』関連曲                                                 |
| 7月15日  | レーカン！ BD・DVD第1巻特典CD                                                        | アホの山田とレーカン！5人娘 | 「あいうえおや」                                                                      | テレビアニメ『レーカン！』関連曲                                                 |
| 9月16日  | レーカン！ BD・DVD第3巻特典CD                                                        | オールスターキャスト | 「カラフルストーリー」                                                                | テレビアニメ『レーカン！』関連曲                                                 |
| 2016年   |                                                                                      | |                                                                                       |                                                                                  |
| 1月27日  | Ready Go!!                                                                           | まじかる☆あ〜る | 「Ready Go!!」                                                                        | テレビアニメ『ナースウィッチ小麦ちゃんR』オープニングテーマ                      |
| 1月27日  | Ready Go!!                                                                           | まじかる☆あ〜る | 「Starlight Start」                                                                   | テレビアニメ『ナースウィッチ小麦ちゃんR』挿入歌                                  |
| 3月2日   | TVアニメ「ナースウィッチ小麦ちゃんR」サウンドトラック&キャラクターソングス           | 西園寺ここな（山崎エリイ） | 「Be Free!」                                                                          | テレビアニメ『ナースウィッチ小麦ちゃんR』挿入歌                                  |
| 3月2日   | TVアニメ「ナースウィッチ小麦ちゃんR」サウンドトラック&キャラクターソングス           | まじかる☆あ〜る | 「Break your chains」                                                                 | テレビアニメ『ナースウィッチ小麦ちゃんR』挿入歌                                  |
| 2017年   |                                                                                      | |                                                                                       |                                                                                  |
| 5月24日  | FULLSCRATCH LOVE                                                                     | FAガールズ | 「FULLSCRATCH LOVE(Version 3)」                                                       | テレビアニメ『フレームアームズ・ガール』エンディングテーマ                       |
| 6月21日  | フレームアームズ・ガール ミュージック・アルバム 〜轟雷、スティレット、バーゼラルド〜 | FAガールズ | 「FULLSCRATCH LOVE(Version 4)」                                                       | テレビアニメ『フレームアームズ・ガール』エンディングテーマ                       |
| 6月21日  | フレームアームズ・ガール ミュージック・アルバム 〜轟雷、スティレット、バーゼラルド〜 | FAガールズ | 「FULLSCRATCH LOVE(Version 5)」                                                       | テレビアニメ『フレームアームズ・ガール』エンディングテーマ                       |
| 6月21日  | フレームアームズ・ガール ミュージック・アルバム 〜轟雷、スティレット、バーゼラルド〜 | FAガールズ | 「FULLSCRATCH LOVE(Version 6)」                                                       | テレビアニメ『フレームアームズ・ガール』エンディングテーマ                       |
| 6月28日  | フレームアームズ・ガール ミュージック・アルバム 〜マテリア姉妹、フレズヴェルク〜     | マテリア姉妹（山崎エリイ）、フレズヴェルク（阿部里果）                                                                                    | 「いさよいの満月」 「My precious…(Long Version)」                                     | テレビアニメ『フレームアームズ・ガール』関連曲                                   |
| 6月28日  | フレームアームズ・ガール ミュージック・アルバム 〜マテリア姉妹、フレズヴェルク〜     | FAガールズ | 「FULLSCRATCH LOVE(Version 7)」                                                       | テレビアニメ『フレームアームズ・ガール』エンディングテーマ                       |
| 6月28日  | フレームアームズ・ガール ミュージック・アルバム 〜マテリア姉妹、フレズヴェルク〜     | FAガールズ | 「FULLSCRATCH LOVE(Version 9)」                                                       | テレビアニメ『フレームアームズ・ガール』エンディングテーマ                       |
| 7月5日   | フレームアームズ・ガール ミュージック・アルバム 〜アーキテクト、迅雷〜               | FAガールズSpecial | 「FULLSCRATCH LOVE(Special Version)」                                                 | テレビアニメ『フレームアームズ・ガール』エンディングテーマ                       |
| 8月2日   | 情熱☆フルーツ                                                                        | トキメキ感謝祭 | 「情熱☆フルーツ」                                                                     | テレビアニメ『アクションヒロイン チアフルーツ』オープニングテーマ                |
| 8月31日  | 魔法使いと黒猫のウィズ 4th Anniversary Original Soundtrack                           | ルルベル（巽悠衣子）、ミィア（田中あいみ）、ウリシラ（山崎エリイ）、イーディス（嶋村侑）、カナメ（高橋李依）、クルス（村瀬歩）            | 「聖サタニック女学院校歌」                                                            | ゲーム『クイズRPG 魔法使いと黒猫のウィズ』関連曲                                 |
| 9月6日   | フルーツバスケット 〜赤来杏、青山勇気、紫村果音〜                                    | トキメキ感謝祭 featuring 紫村果音（白石晴香）、赤来杏（伊藤美来）、黄瀬美甘（山崎エリイ）                                                 | 「陽の当たる場所（Kanon Main Version）」                                              | テレビアニメ『アクションヒロイン チアフルーツ』エンディングテーマ                |
| 9月6日   | フルーツバスケット 〜赤来杏、青山勇気、紫村果音〜                                    | トキメキ感謝祭 featuring 赤来杏（伊藤美来）、黄瀬美甘（山崎エリイ）、黒酒路子（村川梨衣）                                                 | 「陽の当たる場所（Ann Main Version）」                                                | テレビアニメ『アクションヒロイン チアフルーツ』エンディングテーマ                |
| 9月27日  | フルーツバスケット 〜黄瀬美甘、緑川末那、桃井はつり〜                                | 黄瀬美甘（山崎エリイ） | 「More Smile」                                                                        | テレビアニメ『アクションヒロイン チアフルーツ』関連曲                            |
| 9月27日  | フルーツバスケット 〜黄瀬美甘、緑川末那、桃井はつり〜                                | トキメキ感謝祭 featuring 黄瀬美甘（山崎エリイ）、黒酒路子（村川梨衣）、紫村果音（白石晴香）                                               | 「陽の当たる場所（Mikan Main Version）」                                              | テレビアニメ『アクションヒロイン チアフルーツ』エンディングテーマ                |
| 10月18日 | フルーツバスケット 〜城ヶ根御前、黒酒路子、青山元気〜                                | トキメキ感謝祭 featuring 赤来杏（伊藤美来）、黄瀬美甘（山崎エリイ）、緑川末那（広瀬ゆうき）、青山勇気（石田晴香）、桃井はつり（豊田萌絵） | 「陽の当たる場所（Hinanectar Version）」                                              | テレビアニメ『アクションヒロイン チアフルーツ』エンディングテーマ                |
| 10月18日 | フルーツバスケット 〜城ヶ根御前、黒酒路子、青山元気〜                                | トキメキ感謝祭 | 「陽の当たる場所（Special Version）」                                                 | テレビアニメ『アクションヒロイン チアフルーツ』エンディングテーマ                |
| 11月8日  | アクションヒロイン チアフルーツ BD第2巻特典CD                                        | トキメキ感謝祭 | 「LOVE DIVE」                                                                         | テレビアニメ『アクションヒロイン チアフルーツ』挿入歌                            |
| 2018年   |                                                                                      | |                                                                                       |                                                                                  |
| 4月25日  | シトラスは片想い                                                                     | Ci+LUS | 「シトラスは片想い」 「アイコトバ」                                                   | ゲーム『Tokyo 7th シスターズ』関連曲                                             |
| 2019年   |                                                                                      | |                                                                                       |                                                                                  |
| 3月20日  | TRICK                                                                                | Ci+LUS | 「TRICK」 「空色スキップ」                                                            | ゲーム『Tokyo 7th シスターズ』関連曲                                             |
| 7月24日  | フレームアームズ・ガール〜きゃっきゃうふふなワンダーランド〜 歌のアルバム-絶唱篇-    | FAガールズ | 「満場一致LOVE ENERGY」                                                               | 劇場アニメ『フレームアームズ・ガール〜きゃっきゃうふふなワンダーランド〜』挿入歌 |
| 7月24日  | フレームアームズ・ガール〜きゃっきゃうふふなワンダーランド〜 歌のアルバム-絶唱篇-    | マテリア姉妹（山崎エリイ） | 「満場一致LOVE ENERGY」                                                               | 劇場アニメ『フレームアームズ・ガール〜きゃっきゃうふふなワンダーランド〜』関連曲 |
| 2022年   |                                                                                      | |                                                                                       |                                                                                  |
| 5月24日  | Don! Kan! Boy!                                                                       | Ci+LUS | 「Don! Kan! Boy!」                                                                    | ゲーム『Tokyo 7th シスターズ』関連曲                                             |
| 12月21日 | フレームアームズ・ガール キャラクターソング・コレクション                            | マテリア姉妹（山崎エリイ） | 「シテアゲル」                                                                        | 「パチスロ フレームアームズ・ガール」関連曲                                      |
| 2024年   |                                                                                      | |                                                                                       |                                                                                  |
| 8月19日  | DIVE TO YOUR SKY!! -Surprise-                                                        | Ci+LUS | 「Wrappin' Love」                                                                     | ゲーム『Tokyo 7th シスターズ』関連曲                                             |

## ライブ・イベント

### ワンマンライブ
| 出演日               | タイトル                                                | 会場                                    |
| -------------------- | ------------------------------------------------------- | --------------------------------------- |
| 2017年4月30日        | 山崎エリイ First Live 2017 「Teenage Symphony For You」 | 恵比寿ザ・ガーデンホール（東京都）      |
| 2018年2月10日        | 山崎エリイ Concept Concert 2018「millefeuille harmony」 | EX THEATER ROPPONGI（東京都）           |
| 2018年12月23日       | 山崎エリイ SPECIAL LIVE 〜夜明けのシンデレラ〜          | AiiA theater（東京都） - 2公演          |
| 2019年12月21日、23日 | 山崎エリイ 4th LIVE 2019 ~Fairy tale~/~Fairy night~     | harevutai（東京都） - 3公演             |
| 2020年10月31日       | Yamazaki Erii Studio Live2020                           | オンライン配信ライブ                    |
| 2021年11月27日       | 山崎エリイ 5th LIVE 2021 〜Field of Magic〜             | Zepp DiverCity(TOKYO)（東京都） - 2公演 |
| 2023年7月30日        | 山崎エリイ 6th LIVE 2023 〜Bubble〜                     | Zepp DiverCity(TOKYO)（東京都） - 2公演 |
| 2025年5月18日        | 山崎エリイ 7th LIVE 2025 〜invert〜                     | CLUB CITTA'（神奈川県） - 2公演         |

### 合同ライブ
| 出演日        | タイトル                       | 会場                               |
| ------------- | ------------------------------ | ---------------------------------- |
| 2018年4月1日  | FANJ Premium Live 2018         | 京都FANJ（京都府）                 |
| 2018年8月24日 | Animelo Summer Live 2018 "OK!" | さいたまスーパーアリーナ（埼玉県） |

## 書籍

### 連載
- every♥ing!のお仕事調査隊（声優グランプリ、2015年2月号 - 2017年2月号）
- Erii Salon（アニメイトタイムズ、2024年10月2日 - ）[149] ※Webでの連載企画。

### 写真集
- every♥ing! 1stフォトブック「衣吹とエリイのおしごと♥調査隊！」（2017年1月18日）[35]
- 1st写真集 「ナイショだよ?」（2018年5月31日）[40]

### 雑誌
- 声優グランプリ（2014年 - 2020年）
  - 2014年11月号
  - 17年 5・7・10月号
  - 18年 2・4・9・12月号
  - 19年 3・9月号
  - 20年11月号
- 声優アニメディア（2014年 - 2019年）
  - 2014年11月号、15年6月号
  - 16年 3・7・12月号
  - 17年 2・5・7・10月号
  - 18年 4・12月号
  - 19年 4・10月号
- B.L.T. VOICE GIRLS（2014年 - 2016年）
  - 2014年 - Vol.17・18・20
  - 15年 - Vol.22・24
  - 16年 - Vol.25・28
- 声優パラダイスR（2014年 - 2016年）
  - 2014年10・12月号
  - 15年 - Vol.5・6
  - 16年 - Vol.11・15
- Pick-up Voice（2015年 - 2019年）
  - 2015年 - vol.90
  - 16年 - vol.99・102
  - 17年 - vol.110
  - 18年 - vol.122・127・130
  - 19年 - vol.133

2014年
- Pick-up Voice SPECIAL Vol.4（9月9日）
- GetNavi 11月号（9月24日）
- 月刊ニュータイプ 11月号（10月10日）

2015年
- 声優アニメディア 別冊 ZERO-A SPECIAL（3月31日）
- メガミマガジン Vol.181（4月30日）
- アニメディア 6月号（5月10日）
- 声優RadioMAG（9月10日）
- VOICE Newtype Femme（12月24日）

2016年
- カードゲーマー vol.27（3月31日）
- Pick-up Voice SPECIAL Vol.9（7月12日）
- Cut 11月号（10月19日）
- リスアニ! Vol.27（11月9日）
- アニメディア 12月号（11月10日）
- B.L.T. 2017年2月号（12月21日）

2017年
- FINEBOYS 2月号（1月10日）
- アニカン Vol.178（3月31日）
- えくすとら・おたまっぷ（仮）（4月10日）
- Cut 5月号（4月19日）
- 声優プリンセス BIG ONE GIRLS 2018年1月増刊（12月26日）

2018年
- 声優グランプリNEXT Girls（2月14日）
- 声優アニメディア 別冊 Voice Actress ZERO-A（6月14日）
- 週刊 東京ウォーカー＋ 2018年 No.48（11月28日）

2019年
- Platinum FLASH Vol.9（3月8日）
- デジタルアニカン Vol.208（9月20日）

### ユニットメンバー
1. 1 2 3 4 5 6 7 8  玉坂マコト（山崎エリイ）、折笠アユム（田中美海）
2. 1 2 3  真野まり（戸松遥）、三澤瑞希（M・A・O）、森田萌（山崎エリイ）
3. ↑  オトハ（飯田里穂）、キョウカ（田辺留依）、アリア（山崎エリイ）、カナデコ（豊田萌絵）、ネネ（水瀬いのり）
4. ↑  天海響（木戸衣吹）、井上成美（伊藤美来）、上原佳奈（飯田里穂）、江角京子（M・A・O）、小川真琴（山崎エリイ）
5. ↑  天海響（木戸衣吹）、井上成美（伊藤美来）、上原佳奈（飯田里穂）、江角京子（M・A・O）、小川真琴（山崎エリイ）、山田健太（山谷祥生）
6. ↑  天海響（木戸衣吹）、井上成美（伊藤美来）、上原佳奈（飯田里穂）、江角京子（M・A・O）、小川真琴（山崎エリイ）、山田健太（山谷祥生）、代返侍（川原慶久）、花子さん（井澤美香子）、エロ猫（くじら）、メリーさん（松井恵理子）、コギャル霊（内田彩）、顔なし霊（木野双葉）
7. 1 2  吉田小麦（巴奎依）、西園寺ここな（山崎エリイ）、如月ツカサ（小市眞琴）
8. ↑  マテリア姉妹（山崎エリイ）、スティレット（綾瀬有）
9. ↑  迅雷（樺山ミナミ）、轟雷（佳穂成美）、スティレット（綾瀬有）、バーゼラルド（長江里加）、マテリア姉妹（山崎エリイ）
10. ↑  アーキテクト（山村響）、轟雷（佳穂成美）、スティレット（綾瀬有）、バーゼラルド（長江里加）、マテリア姉妹（山崎エリイ）、迅雷（樺山ミナミ）
11. ↑  バーゼラルド（長江里加）、マテリア姉妹（山崎エリイ）
12. 1 2  フレズヴェルク（阿部里果）、轟雷（佳穂成美）、スティレット（綾瀬有）、バーゼラルド（長江里加）、マテリア姉妹（山崎エリイ）、迅雷（樺山ミナミ）、アーキテクト（山村響）
13. ↑  轟雷（佳穂成美）、スティレット（綾瀬有）、バーゼラルド（長江里加）、マテリア姉妹（山崎エリイ）、迅雷（樺山ミナミ）、アーキテクト（山村響）
14. ↑  轟雷（佳穂成美）、スティレット（綾瀬有）、バーゼラルド（長江里加）、マテリア姉妹（山崎エリイ）、迅雷（樺山ミナミ）、アーキテクト（山村響）、フレズヴェルク（阿部里果）、源内あお（日笠陽子）
15. 1 2  城ヶ根御前（M・A・O）、赤来杏（伊藤美来）、黒酒路子（村川梨衣）、黄瀬美甘（山崎エリイ）、緑川末那（広瀬ゆうき）、青山勇気・元気（石田晴香）、桃井はつり（豊田萌絵）、紫村果音（白石晴香）